# R’lyeh
R’lyeh – fikcyjne miasto z opowiadań H.P. Lovecrafta, zbudowane w czasach, gdy na Ziemi nie było jeszcze ludzi. W mieście tym zamknięty jest Cthulhu i inne istoty, a samo miasto zatopione jest pod oceanami, by, gdy nadejdzie odpowiednia koniunkcja planet, wynurzyć się nad powierzchnię. Zbudowane jest ono z monumentalnych cyklopich bloków kamienia o nieregularnych kształtach, pokrytych nierozpoznawalnymi hieroglifami. Założono je około 1,4 miliarda lat temu na Wielkim Kontynencie.

## Lokalizacja
Za położenie miasta przyjmuje się punkt o współrzędnych geograficznych 47°9'S i 126°43'W, jednak August Derleth określa położenie R’lyeh na 49°51’S 128°34’W w swoim własnym opowiadaniu. Oba miejsca są zbliżone do siebie i znajdują się około 9500 km lub 10 dni drogi szybką łodzią motorową od autentycznej wyspy Pohnpei (Ponape).
Charles Stross, kolejny pisarz natchniony twórczością Lovecrafta, określa miejsce spoczynku Cthulhu jako Morze Bałtyckie, aczkolwiek w swej noweli A Colder War nie podaje dokładnie określonego położenia. Z naukowego punktu widzenia byłoby to jednak niemożliwe, ponieważ Bałtyk powstał dopiero ok. 12000 lat temu. 